# Ferdinand Roll

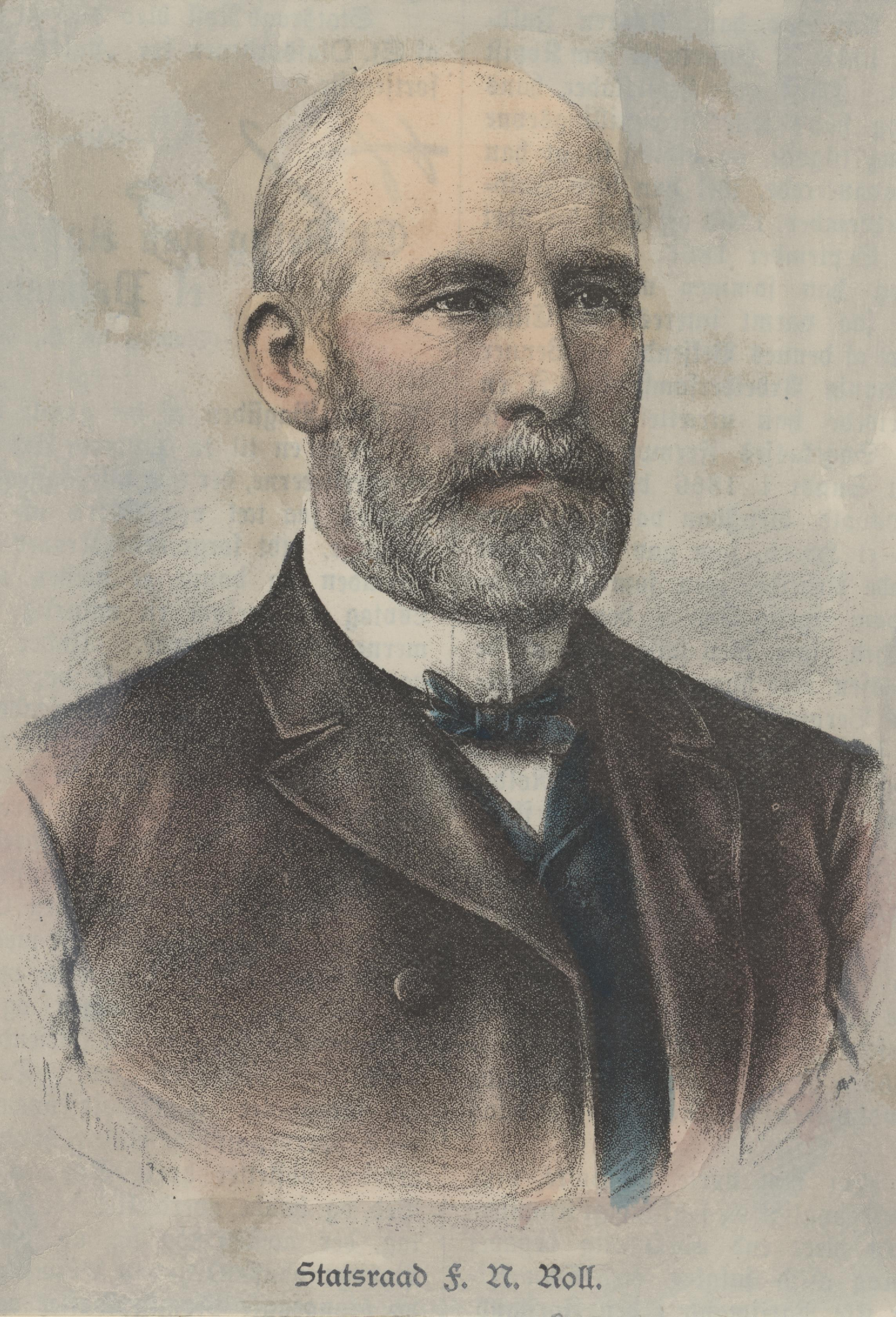
Ferdinand Nicolai Roll

Ferdinand Nicolai Roll (* 28. Mai 1831 in Trondheim; † 27. Februar 1921 in Vestre Aker) war ein norwegischer Jurist und Politiker der konservativen Partei Høyre. Er war Mitglied des Storting und norwegischer Justizminister.

## Leben
Rolls Eltern waren der Richter und Politiker Jacob Roll und dessen dritte Frau Nicoline Selmer. Der Ingenieur Oluf Nicolai Roll war sein Halbbruder, der Priester Karl Jacob Roll sein Bruder. Wie sein Vater durchlief Ferdinand Roll eine juristische Ausbildung. 1847 schrieb er sich an der Universität ein und erreichte 1852 den Abschluss als candidatus juris cum laude.
1870 wurde er zum Sorenskriver von Romsdal mit Sitz in Molde ernannt. Während er dieses Amt innehatte, wurde er 1877 als Vertreter von Ålesund und Molde in das Storting gewählt. 1880 und 1883 wurde er wiedergewählt.
Bei der Bildung des Kabinetts 1889 wurde Roll Teil der Exekutive. In Emil Stangs erstem Kabinett wurde er am 13. Juli zum Justizminister ernannt. Knapp ein Jahr später, am 30. Juni 1890, legte er das Amt nieder und wechselte in die norwegische Staatsratsabteilung in Stockholm. Diesen Posten hatte er bis zum 5. März 1891 inne. 1892 wurde er erneut für eine Legislaturperiode in das Storting gewählt. Nach seinem Ausscheiden aus dem Parlament 1895 war er bis zu seinem Tod ordentlicher Richter am Obersten Gerichtshof, nachdem er zuvor bereits außerordentlicher Richter dort gewesen war.
Roll und seine zweite Ehefrau Sophie Nicoline Knudtzon waren die Eltern der feministischen Schriftstellerin Nini Roll Anker.